# Provincies van Groot-Colombia

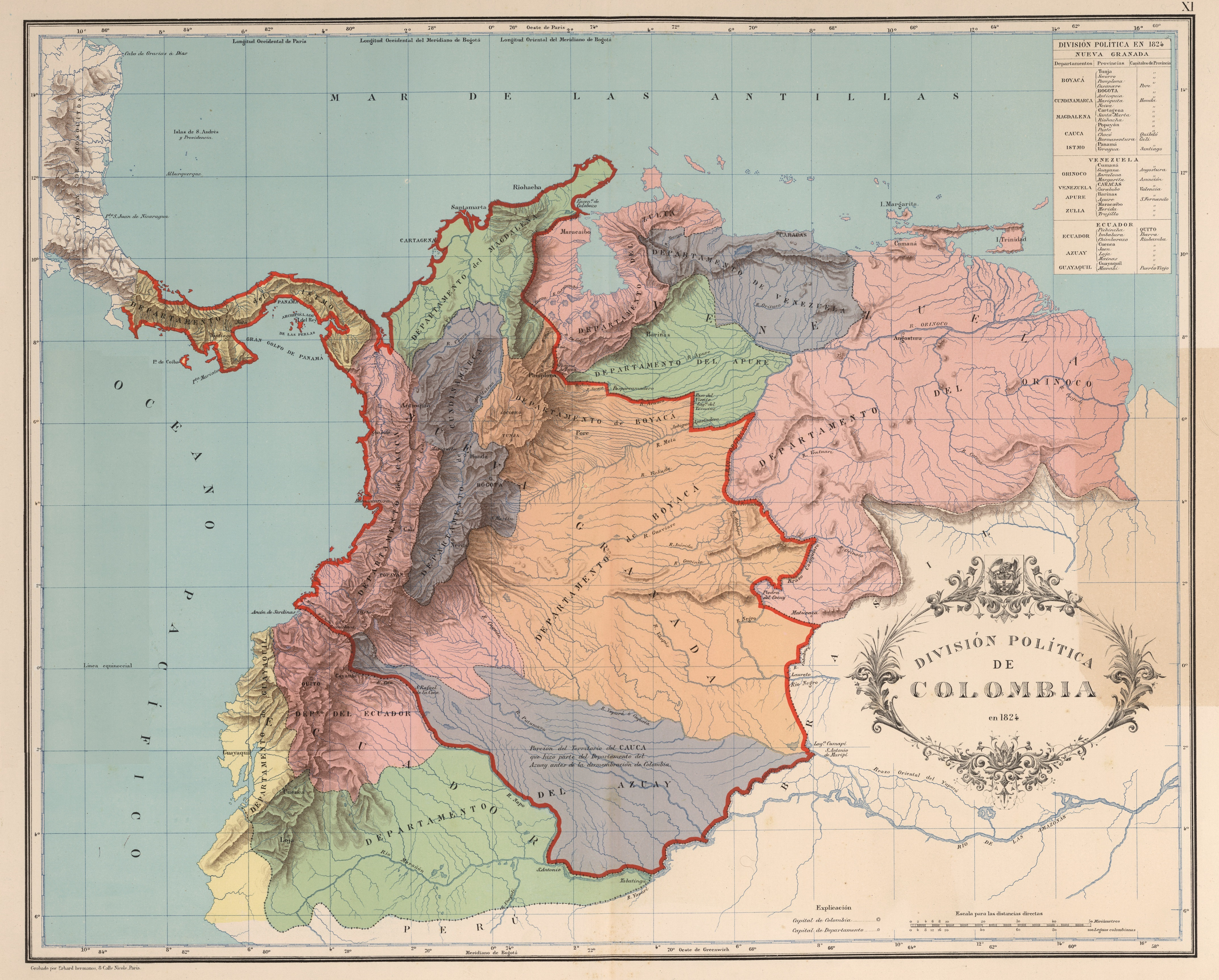
Districten en provincies van Groot-Colombia

De 37 provincies van Groot-Colombia, een voormalig land in Zuid-Amerika in de periode 1819–1831. De indeling is van 1824.
| Provincie                   | Departement  | District |
| --------------------------- | ------------ | -------- |
| Barinas                     | Apure        | Norte    |
| Achaguas                    | Apure        | Norte    |
| Cumaná                      | Orinoco      | Norte    |
| Barcelona                   | Orinoco      | Norte    |
| Guayana                     | Orinoco      | Norte    |
| Margarita                   | Orinoco      | Norte    |
| Caracas                     | Venezuela    | Norte    |
| Carabobo                    | Venezuela    | Norte    |
| Maracaibo                   | Zulia        | Norte    |
| Coro                        | Zulia        | Norte    |
| Mérida                      | Zulia        | Norte    |
| Trujillo                    | Zulia        | Norte    |
| Tunja                       | Boyacá       | Centro   |
| Casanare                    | Boyacá       | Centro   |
| Pamplona                    | Boyacá       | Centro   |
| Socorro                     | Boyacá       | Centro   |
| Popayán                     | Cauca        | Centro   |
| Buenaventura                | Cauca        | Centro   |
| Chocó                       | Cauca        | Centro   |
| Pasto                       | Cauca        | Centro   |
| Bogotá                      | Cundinamarca | Centro   |
| Antioquia                   | Cundinamarca | Centro   |
| Mariquita                   | Cundinamarca | Centro   |
| Neiva                       | Cundinamarca | Centro   |
| Istmo                       | Istmo        | Centro   |
| Veraguas                    | Istmo        | Centro   |
| Cartagena                   | Magdalena    | Centro   |
| Riohacha                    | Magdalena    | Centro   |
| Santa Marta                 | Magdalena    | Centro   |
| Cuenca                      | Azuay        | Sur      |
| Loja                        | Azuay        | Sur      |
| Jaén de Bracamoros y Maynas | Azuay        | Sur      |
| Guayaquil                   | Guayaquil    | Sur      |
| Manabi                      | Guayaquil    | Sur      |
| Pichincha                   | Ecuador      | Sur      |
| Chimborazo                  | Ecuador      | Sur      |
| Imbabura                    | Ecuador      | Sur      |